# 1946年の宝塚歌劇公演一覧
本項目では、1946年の宝塚歌劇公演一覧（1946ねんのたからづかかげきこうえんいちらん）について示す。

## 一覧
（）内は、作者または演出者名。

### 宝塚公演

#### 雪組
- 4月22日 - 5月30日　宝塚大劇場
  - 『カルメン』（堀正旗　改修・演出）　
  - 『春のをどり<愛の夢>』（水田茂）

#### 花組
- 6月1日 - 6月30日　宝塚大劇場
  - 『メキシカーナ』（内村禄哉）　
  - 『鏡獅子』（水田茂）
  - 『ミモザの花』（内海重典）

#### 月組
- 7月2日 - 7月30日　宝塚大劇場
  - 『ローズ・マリー』（中西武夫　改修・演出）　
  - 『ジャブ・ジャブ・コント』（楳茂都陸平）

#### 雪組
- 8月1日 - 8月30日（午後）　宝塚大劇場	
  - 『涼風』（西川鯛三郎　案、内海重典　構成）
  - 『人魚姫』（高木史朗）

#### 花組
- 8月6日 - 8月25日（午前）　宝塚大劇場
  - 『グラナダの薔薇』（内海重典）
  - 『夏のをどり』（水田茂）

#### 月組
- 9月1日 - 9月29日　宝塚大劇場
  - 『傀儡船』（小野晴通）
  - 『ボレロ』（康本晋史）
  - 『人魚姫』（高木史朗）

#### 雪組
- 10月1日 - 10月30日　宝塚大劇場
  - 『マヅルカ』（高崎邦祐　構成・演出）　
  - 『蝶々さん』（水田茂）

#### 花組
- 11月1日 - 11月29日　宝塚大劇場
  - 『赤頭巾と狼』（内村禄哉）
  - 『紅葉狩』（水田茂）
  - 『センチメンタル・ヂャアニー』（康本晋史・高崎邦祐）

#### 月組
- 12月1日 - 12月29日　宝塚大劇場
  - 『當麻曼茶羅』（小野晴通）
  - 『道行初音旅路』（小野晴通　編修）
  - 『センチメンタル・ヂャアニー』（康本晋史・高崎邦祐）

### 宝塚以外の公演

#### 雪組
- 2月21日 - 2月27日　名古屋宝塚劇場
  - 『たけくらべ』（内海重典）
  - 『三人片輪』（錢谷信昭）
  - 『ハッピードリーム』（玉田祐三）

- 2月23日・24日　鳥取県（倉吉）

- 3月2日・3日　愛知県西尾
  - 『三人片輪』（錢谷信昭）
  - 『娘道成寺』（錢谷信昭）
  - 『ハッピードリーム』（玉田祐三）

#### 花組
- 3月8日 - 3月17日　四日市、福井、金沢

#### 月組
- 4月14日 - 5月5日　中国地方
  - 『棒しばり』（水田茂）
  - 『娘道成寺』（錢谷信昭）
  - 『コルネビーユの鐘』（宇津秀男）

#### 花組
- 5月1日 - 5月16日　広島、長崎、福岡
  - 『棒しばり』（水田茂）
  - 『娘道成寺』（錢谷信昭）
  - 『ハッピードリーム』（玉田祐三）
  - 『舞踊小品』
  - 『コルネビーユの鐘』（宇津秀男）

#### 月組
- 5月14日 - 6月2日　四国地方
  - 『娘道成寺』（錢谷信昭）
  - 『コルネビーユの鐘』（宇津秀男）
  - 『舞踊小品』

- 5月23日 - 5月29日　京都・ヤサカ劇場
  - 『雪消の澤』（小野晴通）
  - 『棒しばり』（水田茂）
  - 『プリンス・ルーアリ』（高崎邦祐）

- 6月9日　宇治山田

#### 雪組
- 6月10日 - 6月21日　兵庫県下

- 6月28日 - 7月1日　洲本
  - 『ハッピードリーム』（玉田祐三）
  - 『娘道成寺』（錢谷信昭）
  - 『棒しばり』（水田茂）
  - 『コルネビーユの鐘』（宇津秀男）

#### 花組
- 7月16日 - 　宇部ほか山口県下
  - 『弱虫太郎頑張る』（高木史朗）
  - 『四人の歩哨』（岸田辰彌）
  - 『三人片輪』（錢谷信昭）
  - 『サンマーリズム』

- 9月15日 - 9月22日　富山、高岡、金沢、福井
  - 『メキシカーナ』（内村禄哉）
  - 『木六駄』（水田茂）
  - 『鷺娘』（錢谷信昭）
  - 『スヰング・パレード』（玉田祐三）

- 10月3日 - 10月9日　名古屋宝塚劇場
  - 『寶塚フォリーズ』（玉田祐三）
  - 『紅葉狩』（水田茂）
  - 『グラナダの薔薇』（内海重典）

#### 月組
- 10月10日 - 和歌山県・三重県（名手、高野口、和歌山、海南、田辺、勝浦、新宮、木本、松阪、鳥羽、山田）
  - 『メキシカーナ』（内村禄哉）
  - 『鷺娘』（錢谷信昭）
  - 『木六駄』（水田茂）
  - 『スヰング・パレード』（玉田祐三）

- 10月31日 - 11月12日　山陰地方（鳥取、米子、出雲、今市、松江、倉吉）
  - 『メキシカーナ』（内村禄哉）
  - 『鷺娘』（錢谷信昭）
  - 『木六駄』（水田茂）
  - 『秋のおどり』

#### 雪組
- 11月12日 - 11月21日　大阪・毎日劇場
  - 『おもかげ』（高崎邦祐）
  - 『カルメン』（堀正旗　改作）

#### 花組
- 12月3日 - 12月14日　中国地方
  - 『メキシカーナ』（内村禄哉）
  - 『木六駄』（水田茂）
  - 『鷺娘』（錢谷信昭）
  - 『宝塚フォリーズ』（玉田祐三）

#### 雪組
- 12月12日 - 12月20日　名古屋宝塚劇場
  - 『おもかげ』（高崎邦祐）
  - 『蝶々さん』（水田茂）